# SN 1995aj
SN 1995aj – supernowa typu Ia odkryta 29 września 1995 roku w galaktyce A022836+4156. W momencie odkrycia miała maksymalną jasność 20,00m.